# 1864 en littérature
| Années de la littérature : 1861 - 1862 - 1863 - 1864 - 1865 - 1866 - 1867    |
| Décennies de la littérature : 1830 - 1840 - 1850 - 1860 - 1870 - 1880 - 1890 |

Cet article présente les faits marquants de l'année 1864 en littérature.

## Événements

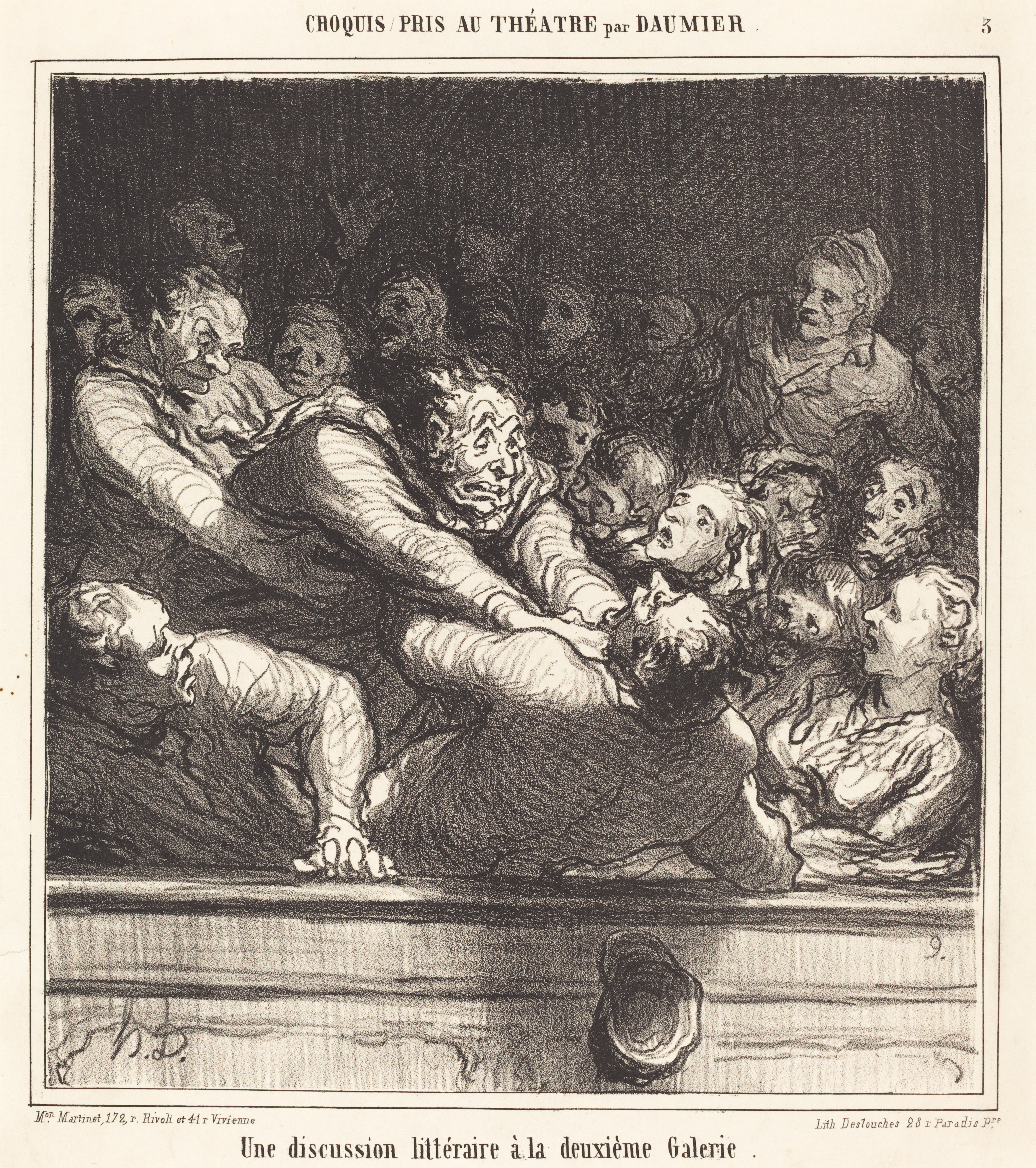
Une discussion littéraire à la deuxième Galerie, gravure de Honoré Daumier publiée dans le Charivari le 27 février

- 6 janvier : Décret établissant en France le régime de la liberté des théâtres ; la seule contrainte qu'on leur impose est d'avoir à faire une déclaration au ministère des Beaux-Arts et à la préfecture.
- En avril, le poète Charles Baudelaire quitte Paris pour Bruxelles afin de se mettre à l'abri de ses créanciers.
- Le théoricien anarchiste russe Mikhaïl Bakounine s’installe en Italie.
- L'avocat français Maurice Joly publie depuis la Belgique sous pseudonyme un dialogue philosophique pamphlétaire visant le régime du Second Empire établi par le coup d'Etat de Napoléon III : Dialogue aux enfers entre Machiavel et Montesquieu. L'année suivante, l'auteur est découvert, inculpé d'« excitation à la haine et au mépris du gouvernement », condamné à 15 mois de prison, et des exemplaires de son livre confisqués et détruits.

## Parutions

### Biographies, souvenirs et récits
- Les Forêts du Maine, récit de voyage de Henry David Thoreau.

### Essais
- Parution de Dengesh Nandin, premier ouvrage rédigé en bengalî, de Bankim Chandra Chatterji. Sa revue Bangadarsan contribuera à la renaissance du Bengale et son œuvre inspirera le nationalisme naissant.
- Edgar Poe et ses œuvres, de Jules Verne paraît dans le Musée des familles.
- La Cité antique, de Fustel de Coulanges.
- William Shakespeare, de Victor Hugo.

- L'Évangile selon le spiritisme, d’Allan Kardec.

### Poésie
- Alfred de Vigny, Les Destinées.

### Romans
- 4 mai : François le bossu de la comtesse de Ségur, parait en feuilleton dans la Semaine des enfants.

- Jules Barbey d'Aurevilly, Le Chevalier Des Touches.
- Fiodor Dostoïevski, Mémoires écrits dans un souterrain (Les Carnets du sous-sol).
- Alexandre Dumas, La San-Felice.
- Émile Erckmann et Alexandre Chatrian, Histoire d'un conscrit de 1813, L'Ami Fritz.
- Les Frères Goncourt, Renée Mauperin.
- Maurice Joly, Dialogues aux enfers entre Machiavel et Montesquieu, A. Mertens et fils, Bruxelles.

- George MacDonald, La Princesse sans gravité, conte de fées.
- Edgar Allan Poe, Histoires grotesques et sérieuses, recueil de nouvelles traduites et réunies par Charles Baudelaire.
- Jules Verne, Voyage au centre de la Terre, Les Anglais au pôle Nord, Le Comte de Chanteleine, Le Désert de glace.

## Théâtre
- Eugène Labiche, La Cagnotte

## Principales naissances
- 22 février : Jules Renard, écrivain français († 22 mai 1910).
- 27 août : Helena Patursson, écrivaine féministe féroïenne († 15 décembre 1916)
- 28 novembre : James Allen, écrivain et philosophe britannique († 24 janvier 1912).

## Principaux décès
- 19 mai : Nathaniel Hawthorne, écrivain américain (° 4 juillet 1804).
- 30 novembre : Wilhelmine Sostmann, écrivaine et actrice allemande (° 21 septembre 1788).